# Folkets Dagblad Politiken
Folkets Dagblad Politiken var en svensk oppositionell socialdemokratisk och senare vänstersocialdemokratisk tidning, senare kommunistisk. Från 1934 Socialistiska partiets organ som senare under Nils Flygs ledning närmade sig nazismen. Tidningen slutade som en pro-nazistisk morgontidning. Tidningen gavs ut 1917–1940 och sedan i Stockholm 1942–1945 under olika namn: Politiken, Folkets Dagblad Politiken, och Folkets Dagblad.

## Historia
Tidningen startade som Politiken. I samband med partisprängningen 1917 blev tidningen Sveriges Socialdemokratiska Vänsterpartis organ under namnet Folkets Dagblad Politiken. 1924 lade tidningen till i titeln "Huvudorgan för Sveriges kommunistiska Parti Sektion av Kommunistiska Internationalen".
Orsaken var Zeth Höglunds konflikt med kommunistiska Internationalens (Komintern) ledning som gjorde att han slutade i tidningens redaktion. Kretsen kring Höglund grundade då tidningen Den Nya Politiken. När SKP sprängdes 1929 togs tidningen över av fraktionen runt Karl Kilbom och blev huvudorgan för de (av Komintern) ur SKP uteslutna så kallade "kilbomarna", som ännu bar namnet Sveriges Kommunistiska Parti. 1930 nådde tidningen sin högsta upplaga, 30 000 exemplar. Samma år bytte tidningen namn till Folkets Dagblad. 1934 gick "kilbomspartiet" samman med en utbrytning ur socialdemokratin och antog beteckningen Socialistiska partiet, arbetarnas och jordfolkets förbund. 1936 avsattes Karl Kilbom som tidningsredaktör och Nils Flyg tog över.
Tidningen som var Socialistiska partiets organ förblev huvudorgan i partiets resa mot nazismen mot slutet av 1930-talet när den gick i konkurs. Det sista numret utkom 30 augusti 1940. 
Tidningen gavs ut på nytt med tyska subsidier 1942 innan den slutgiltigt lades ner 1945.

## Redaktion
Redaktionsort var under hela utgivningstiden Stockholm. Tidningen var sexdagarstidning från starten och blev morgontidning 25 november 1917.
| Period                | Ansvarig utgivare          | Titel                  |
| --------------------- | -------------------------- | ---------------------- |
| 1917-10-17–1919-10-27 | Grimlund, Otto Bernhard    | redaktionssekreteraren |
| 1919-10-28–1924-11-05 | Gegerfelt, John Sixtus von | journalisten           |
| 1924-11-06–1929-10-13 | Engcrantz, Ivan Heribert   | journalisten           |
| 1929-10-14–1931-06-04 | Kilbom, Karl               | redaktören             |
| 1931-06-05–1932-11-02 | Kellerman, Olof Hilding    | metallarbetaren        |
| 1932-11-03–1937-05-03 | Granat, Carl Gustav        | kyrkogårdsarbetaren    |
| 1937-05-04–1940-08-30 | Flyg, Nils Svante          | redaktören             |

| Period                | Redaktör        |
| --------------------- | --------------- |
| 1917-11-02–1918-03-01 | Lindhagen, Carl |
| 1917-11-02–1919-08-01 | Ström, Fredrik  |
| 1919-08-02–1924-08-21 | Höglund, Zeth   |
| 1924-08-27–1936-10-19 | Kilbom, Karl    |
| 1936-10-20–1940-08-30 | Flyg, Nils      |

| Period                | Fullständig titel                                                                                                   |
| --------------------- | --- |
| 1917-11-02–1918-01-24 | FOLKETS DAGBLAD / POLITIKEN / BRÖD - FRIHET - SJÄLVANSVAR                                                           |
| 1918-01-25–1924-09-06 | FOLKETS DAGBLAD POLITIKEN / BRÖD - FRIHET - SJÄLVANSVAR                                                             |
| 1924-09-08–1927-12-31 | FOLKETS DAGBLAD POLITIKEN / HUVUDORGAN FÖR SVERGES KOMMUNISTISKA PARTI / (SEKTION AV KOMMUNISTISKA INTERNATIONALEN) |
| 1928-01-02–1930-12-31 | FOLKETS DAGBLAD / POLITIKEN                                                                                         |
| 1931-01-02–1940-08-30 | FOLKETS DAGBLAD |

## Tryckning
Tidningen trycktes från 2 november 1917 till 10 november 1918 av Stockholms bokindustri aktiebolag i Stockholm, och sedan av tidningens egna Aktiebolaget Politikens tryckeri resten av utgivningen. Trycket var enfärg i svart med antikva som typsnitt. Satsytan var i början stor, men blev mindre och med 28x18 cm 1940 var det rent tidskriftsformat. Från 1920 var sidantalet åtta och hade 1925 ökat till upp till tio sidor. År 1930 hade tidningen sitt största omfång med som mest 12 sidor, och återgick sedan till 8–10 sidor.
År 1918 var priset för tidningen 5 kronor och steg sedan till maximala 36 kr 1921, men sjönk sedan. 1930, då upplagan var störst, kostade tidningen 30 kronor. Det fanns två editioner av tidningen: Riksupplagan och Stockholmsupplagan, där riksupplagan ofta var billigare. År 1927 var upplagan 23 400 och växte till 30 500 år 1932. Den minskade sedan snabbt under Nils Flygs pronazistiska redigering. Tidningen hade en periodisk bilaga åren 1922–1940 som hette Lördagskvällen - Bilaga till Folkets Dagblad Politiken.